# País de Jauja (novela)
País de Jauja es una novela de aprendizaje o bildungsroman del escritor peruano Edgardo Rivera Martínez, publicada en 1993. Fue finalista del premio Rómulo Gallegos de Novela.

## Publicación
Esta novela tuvo su primera edición en 1993, a la que han seguido otras más. Fue finalista del Premio Internacional de Novela Rómulo Gallegos de 1993 y fue señalada por los críticos, en una encuesta de la revista Debate, como la más importante de la literatura peruana en la década de 1990. A decir del autor, la obra tiene bastantes componentes autobiográficos, pero mayormente es ficticia.
La  más reciente edición es la llamada Edición definitiva, aparecida en julio del 2002.

## Argumento
Narra la adolescencia de un muchacho de 15 años llamado Claudio Alaya, durante sus vacaciones en el verano de 1947 en su ciudad natal, Jauja. Claudio, dotado de una sensibilidad especial para la literatura y la música, crece en el seno de una familia en la que se combinan tradiciones prehispánicas y epopeyas homéricas, Mozart y mulizas, huaynos y fugas de Bach. Así es inevitable que el joven interiorice el conflicto entre el mundo andino y el europeo.
Durante ese verano, Claudio aprende a asumir este conflicto y descubre, además secretos de familia que lo acercan a sus raíces, así como el amor y el sexo. Todo ello lo hace madurar y solucionar de un modo feliz esta escisión entre dos culturas.

## Personajes
- Claudio Alaya Manrique, muchacho de 15 años de edad, estudiante escolar. Gusta de la lectura y la música. Sabe tocar el piano y componer canciones.
- La señora Laura, la madre de Claudio. Viuda, encabeza un hogar de clase media.
- Abelardo, hermano mayor de Claudio. Es un joven empeñoso que trabaja en la biblioteca pública de Jauja.
- Laurita, la hermana mayor de Claudio, de 18 años de edad, estudiante de la Escuela de Bellas Artes de Lima y que a veces visita a su familia en Jauja.
- La tía Marisa, solterona, muy locuaz y bromista.
- Felipe, Julepe y Tito, amigos y compañeros de estudio de Claudio.
- Zoraida Awapara, viuda treintañera, de ascendencia árabe. Es la tía de Felipe. De figura muy sensual, es la fantasía sexual de Claudio y sus amigos.
- Palomino, apodado Palomeque, el peluquero del pueblo y fabricante de enjalmes, que desprecia a los cholos.
- El carpintero Fox Caro, fabricante de ataúdes. Es un viejo excéntrico, especie de predicador, que preside una pequeña congregación que se reúne en su casa.
- Leonor Uscovilca, muchachita campesina, enamorada de Claudio.
- Las hermanas Euristela e Ismena de los Heros, muy ancianas, llamadas las “señoritas de los Heros”, por ser solteras. Tías-abuelas de Claudio.
- Elena Oyanguren, joven y bella paciente del sanatorio de tuberculosos de Jauja.
- Radulescu, otro paciente del sanatorio, de nacionalidad rumana.
- Mitrídates, amigo de Abelardo, encargado del mortuorio del hospital.
- El cura Wharton, profesor de religión.
- Marcelina, una empleada del hogar recordada por Claudio, pues fue ella quien le contó la hermosa  leyenda del Amaru o serpiente alada de las siete lagunas.
- La tía Rosa.
- La tía Grimanesa.

## Crítica
En palabras del crítico literario Ricardo González Vigil, País de Jauja es «un fruto mayor, una de las mejores novelas peruanas hasta el momento».

País de Jauja constituye la mejor novela peruana sobre la vocación artística: nunca en nuestras letras se había pintado con sutileza y finura semejantes la experiencia estética. Agréguese que aletea en sus páginas un desborde del corazón y un vuelo del espíritu que solo admite paralelo con los mejores momentos novelísticos de Arguedas y Gutiérrez.
Ricardo González Vigil